# Tongariro Alpine Crossing

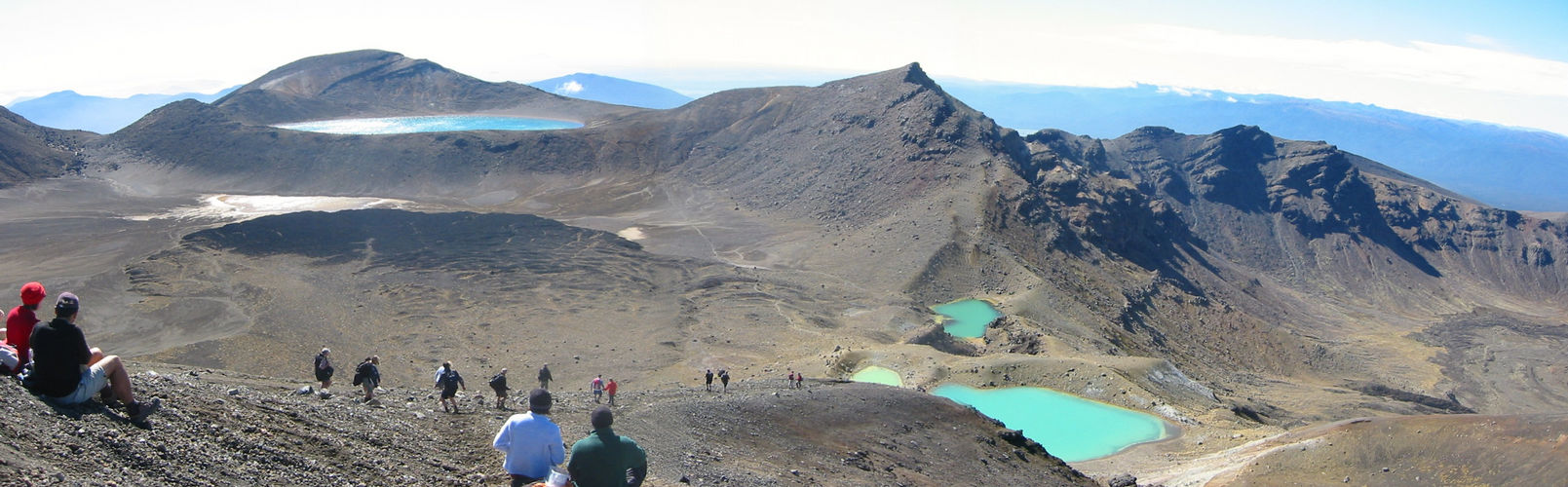
Een van de mooiere plaatsen die men passeert tijdens de Tongariro Alpine Crossing.

De Tongariro Alpine Crossing is een wandeling in het Tongariro National Park in Nieuw-Zeeland. De wandeling wordt gezien als een van de spectaculairste wandelingen op het Noordereiland. De wandeling loopt over een vulkanisch terrein, dat ontstaan is door uitbarstingen van de Mount Ngarahoe en de Mount Tongariro. 
De wandeling duurt ongeveer zeven uur. Hoewel het geen extreme wandeling is, vraagt het toch om een redelijke conditie. Vlak na de start komt het zwaarste stuk van de wandeling. Over dit vrij steile stuk doet een gemiddeld persoon ongeveer drie kwartier. 
Tot aan 2007 werd de wandeling de Tongariro Crossing genoemd, maar het werd veranderd naar Tongariro Alpine Crossing. Dit omdat het een beter inzicht geeft op het terrein. Mensen met een slechte uitrusting worden afgeraden aan de wandeling deel te nemen.